# 1975 في الكويت

## المناصب
- أمير الدولة : صباح السالم الصباح
- رئيس الوزراء: جابر الأحمد الصباح

## مواليد
- خالد البريكي - ممثل سعودي.
- فاضل الفهد - ممثل.
- خالد سليم - مغني مصري.
- عبير أحمد - ممثلة مصرية.
- يعقوب عبد الله - ممثل.
- طالب الشريف - إعلامي.
- عبد العزيز العويد - مؤرخ.

## وفيات
- فهد بن جافور - شاعر.